# Górsk (przystanek kolejowy)
Górsk – dawny kolejowy przystanek osobowy w Górsku, w gminie Zławieś Wielka, w powiecie toruńskim, w województwie kujawsko-pomorskim, w Polsce. 

## Historia
Przystanek został otwarty w dniu 28 lutego 1910 roku razem z linią z Torunia Północnego do Czarnowa. W dniu 1 kwietnia 1966 roku linia ta została zamknięta dla ruchu pasażerskiego i towarowego.